# Mond (Einheit)
Mond war eine Masseneinheit (Gewichtsmaß) in Abessinien.
- 1 Mond = 32 Rotoli= 384 Wakihs (auch Wakes, Wakia, Vakia) = 3840 Decime = 19,83 Kilogramm (nach Richard Klimpert 19,953 Kilogramm[1])